# 金罗镇 (中阳县)
金罗镇，是中华人民共和国山西省吕梁市中阳县下辖的一个乡镇级行政单位。

## 行政区划
金罗镇下辖以下地区：
道堂村、东合村、益家村、高家沟村、北坡村、水峪村、朱家店村、白草村、尧峪村、岔上村、金罗村、西合村、沟底村和郝家畔村。